# Факлија (Констанца)
Факлија (рум. Făclia) насеље је у Румунији у округу Констанца у општини Салигни. Oпштина се налази на надморској висини од 32 m.

## Становништво
Према подацима из 2002. године у насељу је живело 977 становника, од којих су сви румунске националности.